# Awlad al-Balad
Awlad al-Balad fou l'estat de Muhàmmad Àhmad (1881-1898) a algunes persones de la part nord del Nil, especialment del grup dels Danakla i els Djaliyyin. Molts eren comerciants, constructors de vaixells o traficants d'esclaus i el Mahdi va rebre un fort suport d'aquesta classe i van formar l'element dirigent, però el seu successor el khalifa Abdullahi els va eliminar progressivament dels llocs claus encara que van conservar els càrrec secundaris.
Els principals eren els ashraf, parents del Mahdi, dirigits pel khalifa Muhammad Sharif. Aquest grup va intentar un cop d'estat contra el successor, el 1886, però va fracassar. El 1889 van quedar debilitats per la derrota de Tushki en envair Egipte, ja que formaven el gruix dels atacants; entre els morts el general Abd al-Rahman al-Nudjumi. El 1891 van provar un altre cop d'estat amb suport dels danakla, a Omdurman, que també va fracassar. El 1897 es van revoltar dels djaliyyin d'al-Matamma, dirigits per Abd Allah Sad, i es van aliar als anglo-egipcis, però els mahdistes van ocupar al-Matamma i la van saquejar.